# Gressittius antarcticus
Gressittius antarcticus är en tvåvingeart som först beskrevs av Hudson 1892.  Gressittius antarcticus ingår i släktet Gressittius och familjen fjädermyggor. Inga underarter finns listade i Catalogue of Life.